# Деление
Делението е едно от четирите прости математически действия, които са в основата на аритметиката (заедно със събиране, изваждане и умножение). С него се определя колко пъти едно число се съдържа в друго. Означава се със знака : (двоеточие) или две точки с черта между тях ÷ (обелос). В калкулаторите и компютрите се използва знакът / (наклонена черта). Делението може да се представя и посредством дробната черта като дроб, както и като умножение на степен минус първа:
{\displaystyle a:b=a\div b=a/b=^{a}/_{b}={\frac {a}{b}}=a.b^{-1}} (при условие че {\displaystyle b\neq 0}).
Когато имаме деление с число степен на 10, десетичната запетая се измества наляво с толкова позиции, колкото е степента на 10, с други думи – с колкото нули е делителят; например {\displaystyle 2,3/100=0,023}.

## Наименования
{\displaystyle a:b=x}

### Делимо
Първото число (a), т.е. това, което ще бъде разделено, се нарича делимо (ако е във вид на дроб – числител).

### Делител
Второто число (b), т.е. това, което показва на колко части ще се дели, се нарича делител (ако е във вид на дроб – знаменател).
„Делител“ се използва и в смисъл на точен делител, т.е. число, което разделя точно, без остатък.

### Частно
Резултатът (x) от делението на делимо и делител се нарича частно, което допълнително може да бъде дефинирано като „колко пъти делителят се съдържа в делимото като част“. Частното може да означава и само цялата част на резултата от делението на две цели числа. Например частното на 13 и 5 ще бъде 2, а остатъкът ще бъде 3. Думата „частно“ произлиза от „част“, защото резултатът на делението показва каква част от цялото получаваме при деление, т.е. например при разделянето на 3 с 4, получаваме три четвърти част (¾).

### Кратност
Делението е обратното действие на умножението. При делението на цели числа, резултатът не винаги е цяло число, за разлика от останалите три аритметични действия.
Ако двете числа се делят без остатък, те се наричат „кратни“; в противен случай резултатът се представя като частно и остатък или като десетична дроб.

## Примери
{\displaystyle 20/4=5\!\,}
Чете се „20 делено на 4 е (равно на) 5“.
Означава да разделим числото 20 на 4 равни части.
{\displaystyle 20=\underbrace {5+5+5+5} _{\text{4 части}}}
Другият начин е да видим колко пъти числото 4 се съдържа в числото 20 или колко пъти ще махнем числото 4 от числото 20.
{\displaystyle 20-4=16}
{\displaystyle 16-4=12}
{\displaystyle 12-4=8}
{\displaystyle 8-4=4}
{\displaystyle 4-4=0} т.е. точно 5 пъти.
Понякога при делението има остатък. Например:
{\displaystyle 20/3=6{\text{ с остатък }}2}
Отговорът може да бъде представен като {\displaystyle 6{\frac {2}{3}}} или като безкрайна периодична десетична дроб {\displaystyle 6,(6)} (т.е. 6,666666...).

## Деление на 0
Дeлeниeтo нa нyлa в мaтeмaтиĸaтa e дeлeниe, пpи ĸoeтo дeлитeлят e paвeн нa 0. Toвa дeлeниe нямa cмиcъл, пoнeжe в apитмeтиĸaтa вcяĸo чиcлo, yмнoжeнo по нyлa дaвa нyлa и пo тoзи нaчин вcяĸo чиcлo мoжe дa бъдe пpиeтo зa чacтнo. B пpoгpaмиpaнeтo oпитът зa дeлeнe нa чиcлo нa нyлa поражда изĸлючeниe, cъoбщeниe зa гpeшĸa (E, Error – от англ. „грешка“), пoняĸoгa дo cпиpaнe (зацикляне) нa пpoгpaмaтa, дo пораждане нa пoлoжитeлнa или oтpицaтeлнa бeзĸpaйнocт, или дo особенoтo знaчeниe NаN (Not a Number – от англ. „нe e чиcлo“).

## История
Швейцарският математик Йохан Ран в своя труд Teutsche Algebra пръв използва знака обелос „÷“ за да обозначи деление.:с. 211 Според стандарта ISO 80000-2-9.6 обаче знакът не бива да се употребява.
Знакът двоеточие „:“ е предложен за пръв път за обозначаване на деление от Готфрид Лайбниц в неговия труд Acta eruditorum през 1684 година.:с. 295 Лайбниц не харесвал да има отделни символи за съотношение и деление. В английскоговорещите държави двоеточието се използва единствено за обозначаване на съотношение (резолюция). Например 16:9 (чете се „16 към 9“).